# سی‌جی‌تی
سی‌جی‌تی (انگلیسی: Compagnie Générale Transatlantique) شرکت کشتیرانی فرانسوی است، که در سال ۱۸۶۱ تأسیس شد.